# Татаупа жовтоногий
Татаупа жовтоногий (Crypturellus noctivagus) — вид птахів родини тинамових (Tinamidae).

## Поширення
Ендемік Бразилії. Мешкає у сухих лісах типу каатинга та в атлантичному лісі на сході країни.

## Опис
Птах завдовжки від 28 до 31 см. Верхня частина тіла сіра, нижня частина спини та крила з чорними смугами. Його шия і верхня частина грудей сіруваті, нижня частина грудей червонувато-коричнева, а черево білувате. Крона чорнуватого кольору з білою надбрівною смугою.

## Спосіб життя
Харчується переважно плодами, які збирає на землі та в низьких кущах. Він також харчується дрібними безхребетними, квітковими бруньками, молодим листям, насінням та корінням. Гніздо облаштовує на землі серед густої рослинності. Самці відповідають за інкубацію яєць, які можуть бути від кількох самиць. Також самці доглядають за пташенятами доки вони не стануть самостійними, зазвичай на 2-3 тижні.